# Trương Yểu Điệu
Trương Yểu Điệu (tiếng Trung: 張窈窕) là một nữ thi nhân thế kỷ thứ 9 của Trung Hoa đời nhà Đường.
Nơi sinh và ngày tháng năm sinh của bà không được biết. Bà được nhắc đến với danh xưng Thiếu nữ Trương Yểu Điệu trong một số nguồn tư liệu. Bà bị buộc phải chạy lánh nạn tới Thành Đô, nơi mà ngày nay là tỉnh Tứ Xuyên. Tại đó bà từng làm một ca kỹ (藝妓,歌妓). Có thời điểm trong cuộc đời, vì túng quẫn, bà bị buộc phải cầm cố chính áo quần của bà để tự trang trải bản thân. Một số bài thơ của bà được bao gồm trong tuyển tập "Toàn Đường Thi" (全唐詩). Thang Hiển Tổ (湯顯祖) có trích dẫn các câu từ thơ ca của bà trong vở kịch "Mẫu đan đình" (Bính âm: Mǔdān tíng; 牡丹亭) của mình.

## Một số bài thơ
| \| “ \| 寄故人 淡淡春風花落時， 不堪愁望更相思。 無金可買長門賦， 有恨空吟團扇詩。 \| ” \| | Ký cố nhân Đạm đạm xuân phong hoa lạc thì, Bất kham sầu vọng cánh tương tư. Vô kim khả mãi Trường Môn phú, Hữu hận không ngâm Đoàn phiến thi. |   |
| “                                                                                          | 寄故人 淡淡春風花落時， 不堪愁望更相思。 無金可買長門賦， 有恨空吟團扇詩。                                                                    | ” |

| \| “ \| 春思其一 門前梅柳爛春輝， 閉妾深閨繡舞衣。 雙燕不知腸欲斷， 銜泥故故傍人飛。 \| ” \| | Xuân tứ kỳ nhất Môn tiền mai liễu lạn xuân huy, Bế thiếp thâm khuê tú vũ y. Song yến bất tri trường dục đoạn, Hàm nê cố cố bạng nhân phi. |   |
| “                                                                                            | 春思其一 門前梅柳爛春輝， 閉妾深閨繡舞衣。 雙燕不知腸欲斷， 銜泥故故傍人飛。                                                              | ” |

| \| “ \| 春思其二 井上梧桐是妾移， 夜來花發最高枝。 若教不向深閨種， 春過門前爭得知。 \| ” \| | Xuân tứ kỳ nhị Tỉnh thượng ngô đồng thị thiếp di, Dạ lai hoa phát tối cao chi. Nhược giao bất hướng thâm khuê chủng, Xuân quá môn tiền tranh đắc tri. |   |
| “                                                                                            | 春思其二 井上梧桐是妾移， 夜來花發最高枝。 若教不向深閨種， 春過門前爭得知。                                                                          | ” |